# Grammonota dubia
Grammonota dubia är en spindelart som först beskrevs av O. Pickard-Cambridge 1898.  Grammonota dubia ingår i släktet Grammonota och familjen täckvävarspindlar.
Artens utbredningsområde är Guatemala. Inga underarter finns listade i Catalogue of Life.